# Olga Ahtinen
Olga Ahtinen (født. 15. august 1997) er en finsk fodboldspiller, der spiller midtbanespiller for Linköpings i Damallsvenskan og Finlands kvindefodboldlandshold.